# Simon Whitlock
Simon Whitlock (* 3. März 1969 in Cessnock, New South Wales) ist ein australischer Dartspieler der Professional Darts Corporation (PDC). Sein Spitzname lautet The Wizard (dt.: ‚Der Zauberer‘). Dieser symbolisiert sowohl sein Erscheinungsbild, als auch seine häufig ungewöhnlichen Finishwege. Einlaufmusik bei Turnierauftritten ist Down Under von Men at Work.

## Karriere

### 2002–2009: Anfänge und BDO-WM-Finale
Im Oktober 2002 gewann Whitlock mit den Australian Masters sein erstes World Darts Federation (WDF)-Turnier. Wenig später qualifizierte er sich über das Oceanic Masters für die PDC World Darts Championship 2003. Dort erreichte er nach Siegen über Paul Williams und Peter Manley die dritte Runde. Dort schied er allerdings gegen den Waliser Richie Burnett aus. Trotz dieses Erfolges wechselte er Ende 2003 überraschend zum konkurrierenden Dartverband British Darts Organisation (BDO), da in Australien wesentlich mehr BDO- als PDC-Turniere ausgetragen werden.
In seinen ersten richtigen BDO-Jahren gelangen Whitlock bereits mehrere Titel. Unter anderem bei den Australian Masters, Australian Grand Masters und Pacific Masters konnte sich The Wizard durchsetzen. Bei seinem ersten BDO-Major, dem World Masters 2004, schied er jedoch nach einem Sieg aus.
Zwei Monate später stieß er bis ins Halbfinale der BDO World Darts Championship 2005 vor. Dort verlor er aber deutlich mit 0:5 Sätzen gegen Martin Adams. Des Weiteren erreichte er 2005 und 2006 das Halbfinale der International Darts League (Niederlagen gegen Mervyn King und Raymond van Barneveld), einem BDO-Turnier, bei dem bis 2008 auch PDC-Spieler antraten. Zuvor bezwang er im Viertelfinale Phil Taylor in einem spannenden Match knapp mit 6:5 Sätzen. Bei der BDO World Darts Championship 2006 schied Whitlock jedoch bereits in der zweiten Runde aus.
Im Jahr 2007 spielte Whitlock dann vermehrt die Pro Tour des Australian Grand Prix, einer Non-UK Affiliate Tour der PDC. Dabei konnte er insgesamt acht Turniere gewinnen. Folglich kamen gegen Ende 2007 kamen erste Gerüchte einer Rückkehr zur PDC auf. Dennoch entschied sich Whitlock vorerst für einen Verbleib bei der British Darts Organisation (BDO). 2008 bestritt er eine weitere Weltmeisterschaft für die BDO. In den ersten beiden Runden schlug er Edwin Max und Fabian Roosenbrand, ehe er im Viertelfinale den früheren BDO-Weltmeister Ted Hankey sensationell mit 5:0 Sätzen schlug. Im Halbfinale bezwang er den Engländer Brian Woods. Dadurch konnte Whitlock zum ersten Mal das Finale einer Dart-Weltmeisterschaft erreichen. In einem hochklassigen Finale unterlag er Mark Webster mit 5:7.
Im Jahr 2008 gewann Whitlock dann wieder mehrere BDO-Turniere in Down Under. Als WM-Finalist durfte Whitlock außerdem beim neu geschaffenen Grand Slam of Darts 2008 teilnehmen. Dort setzte er sich nach Siegen über Brian Woods und Andy Hamilton als Gruppensieger durch und zog ins Achtelfinale ein. Dort gewann er noch mit 10:8 gegen Andy Jenkins, bevor er im Viertelfinale vom Turniersieger Phil Taylor gestoppt wurde.
Anfang 2009 spielte Whitlock seine letzte BDO-Weltmeisterschaft. Dort schied er im Achtelfinale gegen Darryl Fitton aus.

### 2009–2011: PDC-WM-Finale und rasanter Aufstieg in der Order of Merit
Im März 2009 gab er seine Rückkehr zur Professional Darts Corporation (PDC) bekannt. Auf der AGP Pro Tour gewann Whitlock erneut mehrere Turniere und nahm außerdem an zwei Players Championships so wie dem Las Vegas Desert Classic 2009 teil.
Beim Grand Slam of Darts 2009 wurde Whitlock diesmal sogar ungeschlagen Gruppensieger, wofür er gegen Wayne Mardle, Scott Waites und Ted Hankey gewann. Im Achtelfinale setzte er sich dann deutlich mit 10:1 gegen Steve Beaton durch, bevor er im Viertelfinale erneut auf Scott Waites traf und diesmal mit 13:16 verlor.
Als Sieger der AGP Pro Tour qualifizierte sich Whitlock für die PDC World Darts Championship 2010. In der ersten Runde der WM schlug er Colin Osborne mit 3:1. Im weiteren Verlauf schlug er Wayne Jones und Terry Jenkins. Im Viertelfinale konnte er auch den Weltranglistendritten James Wade mit 5:3 bezwingen. Im anschließenden Halbfinale kam es zum Wiedersehen mit Raymond van Barneveld. In einem hochdramatischen Spiel konnte sich Whitlock den elften und letzten Satz mit 3:1 Legs sichern und bezwang Barneveld mit 6:5 Sätzen. Damit zog er als erster Australier ins Finale der PDC World Darts Championship ein. Dort unterlag er jedoch dem nun 16-fachen Weltmeister Phil Taylor mit 3:7 und wurde somit zum Vizeweltmeister 2010. Damit sicherte er sich ein Preisgeld von 100.000 Pfund und war endgültig auf dem PDC Circuit angekommen.
Nach seinem WM-Finale wurde Whitlock ebenfalls für die Premier League Darts 2010 nominiert. Dort schloss er die Tabelle auf dem zweiten Platz ab. Im anschließenden Halbfinale verlor Whitlock mit 6:8 gegen James Wade auch das Spiel um Platz 3 gegen Mervyn King konnte er nicht gewinnen.
Auf der folgenden PDC Pro Tour erreichte Whitlock insgesamt zehn Mal das Finale. Davon konnte er sechs Finals gewinnen.
Auch bei den Majors war Whitlock sofort erfolgreich. Bei den UK Open 2010 kam Whitlock ins Achtelfinale. Seine erste Teilnahme am World Matchplay endete nach Siegen über Tony Eccles, Steve Brown und Jelle Klaasen sogar erst im Halbfinale, in dem er deutlich mit 4:17 an Phil Taylor scheiterte. Bei der anschließenden European Darts Championship war Whitlock bereits als Nummer 12 der PDC Order of Merit gesetzt. Er schied in der zweiten Runde gegen Terry Jenkins aus.
Auch beim World Grand Prix kam Whitlock, nun als Nummer 6 der Welt, in die zweite Runde. Beim Grand Slam of Darts allerdings schied Whitlock erstmals jedoch bereits in der Gruppenphase aus, nachdem er gegen Dave Chisnall, Colin Osborne und Robert Thornton verlor.
Beim erstmals ausgetragenen World Cup of Darts 2010 durfte Whitlock zusammen mit Paul Nicholson sein Heimatland Australien vertreten. Die beiden zogen bis ins Halbfinale ein, in dem sie gegen Wales verloren.
Bei der PDC World Darts Championship 2011 war Whitlock als Nummer 4 der Welt gesetzt und konnte er nach Siegen über Steve Evans (3:0) und Denis Ovens (4:0) das Achtelfinale erreichen, das er jedoch mit 2:4 gegen Vincent van der Voort verlor.
Auf der PDC Pro Tour 2011 konnte Whitlock zwar nicht ins Finale einziehen, glänzte jedoch mit zwei Nine Dart Finishes. Auch bei der PDC Championship League Darts 2011 spielte er einen Neun-Darter (gegen Jamie Caven). Bei der Premier League Darts durfte er wieder teilnehmen und schloss diesmal auf Platz 6 ab, was nicht reichte, um sich für die Play-offs zu qualifizieren.
Beim World Matchplay im Juni 2011 gewann Whitlock zunächst mit 10:7 gegen Peter Wright, bevor ihm im Achtelfinale gegen Denis Ovens ein Kantersieg von 13:1 gelang. Erst im Viertelfinale schied er in der Verlängerung gegen Adrian Lewis aus. Bei der anschließenden European Darts Championship kam Whitlock sogar noch eine Runde weiter und scheiterte erst im Halbfinale an Turniersieger Phil Taylor.
Beim World Grand Prix hingegen schied Whitlock bereits in Runde 2 aus. Dafür wurde er Gruppensieger der Gruppe 6 bei der Championship League Darts und warf auch hier einen 9-Darter, bevor er in der Winners Group ausschied.
Bei der PDC World Darts Championship 2012 dann erreichte der Australier das Halbfinale, das er jedoch mit 5:6 sets gegen Andy Hamilton verlor und das zweite Finale bei der PDC-Weltmeisterschaft nach einem hochdramatischen Match, in dem er bereits mit 5:3 sets in Führung lag, knapp verpasste.

### 2012–2013: Erster Major-Titel und Platz 3 der Welt
Dafür erreichte Whitlock beim World Cup of Darts 2012 an der Seite von Paul Nicholson das Finale gegen England, das beim Stand von 3:3 in ein entscheidendes Sudden-Death-Leg ging. Nachdem Nicholson und Taylor beide zwei Matchdarts zum Titel ausgelassen hatten, hatte Whitlock seinerseits die Chance zum Titelgewinn. Er verpasste jedoch auch zwei Matchdarts, Adrian Lewis traf das Doppel und England gewann den World Cup of Darts.
Bei den Austrian Darts Open warf Whitlock seinen ersten 9-Darter vor Publikum. Dies wiederholte er einen Monat später im Halbfinale der Premier League Darts, für das er sich als Tabellenzweiter qualifiziert hatte. Gegen Andy Hamilton warf er zwei 180er, bevor er die 141 über Triple 20, Triple 15 und Doppel 18 zum 1:1 checkte. Das Spiel gewann er ebenfalls mit 8:6 und zog damit erstmals in ein Premier-League-Finale ein. Dort traf er auf Phil Taylor und musste sich wie schon im WM-Finale 2010 gegen ihn geschlagen geben, dieses Mal mit 7:10 in Legs.
Bei der German Darts Championship 2012 erreichte Whitlock erstmals ein Halbfinale auf der European Darts Tour. Beim World Matchplay hingegen schied er in der ersten Runde gegen Michael van Gerwen aus.
Am 16. September 2012 gewann Whitlock in Barnsley ein Players Championship und feierte damit seinen ersten Turniererfolg seit fast zwei Jahren. Bei den in der darauffolgenden Woche stattfindenden European Darts Championship in Mülheim an der Ruhr erreichte er nach Erfolgen über Mark Walsh (6:2), Dave Chisnall (10:5), Colin Lloyd (10:7) und dem Belgier Kim Huybrechts (11:9) wieder ein Major-Finale. In jenem konnte er sich mit 11:5 gegen Wes Newton durchsetzen und seinen ersten großen Titel, verbunden mit einem Preisgeld von 50.000 £, gewinnen. Im weiteren Saisonverlauf schied Whitlock beim World Grand Prix 2012 in der ersten Runde (1:2 gegen Justin Pipe) aus. Es folgte der Sieg beim mit £15.000 für den Gewinner dotierten Dutch Darts Masters durch einen 6:1-Erfolg im Finale über Paul Nicholson. Durch den Sieg in Gruppe 5 bei den Championship League Darts 2012 qualifizierte sich Simon Whitlock für die sogenannte Winners Group, in welcher er Dritter wurde und sich schließlich im Finale Phil Taylor mit 4:6 geschlagen geben musste. Anfang November gewann Whitlock erneut eines der Players Championships. Beim Grand Slam of Darts 2012 schied Simon trotz zweier Siege unglücklich in der Gruppenphase aus. Im letzten Major-Turnier vor der Weltmeisterschaft, den Players Championship Finals, zeigte sich Whitlock erneut in guter Form und erreichte das Halbfinale, wo er einmal mehr chancenlos gegen den späteren Turniersieger Phil Taylor war (2:11). Bei der PDC World Darts Championship 2013 siegte Whitlock gegen Haruki Muramatsu (3:0), Colin Osborne (4:0), sowie Dave Chisnall (4:3) und konnte so in das Viertelfinale einziehen, wo er Raymond van Barneveld 1:5 unterlag.
Durch die guten Ergebnisse im Jahr 2012 konnte sich Simon Whitlock erneut eine Wildcard für die Premier League Darts sichern. Das erste große Turnier im Jahr 2013 war der World Cup of Darts, bei dem Whitlock erneut zusammen mit Paul Nicholson für Australien an den Start ging. Das dortige Aus kam durch eine 1:5-Niederlage im Achtelfinale gegen Belgien, vertreten durch die Brüder Kim und Ronny Huybrechts. Den ersten Saisonerfolg für Simon gab es beim 5. Players Championship 2013 in Wigan, wo er sich 6:1 gegen Michael van Gerwen durchsetzte. Die Premier League Saison 2013 schloss Whitlock als Sechster ab und konnte sich somit nicht für den finalen Abend der besten vier qualifizieren. Bei den European Darts Open 2013, welche im Maritim Hotel in Düsseldorf ausgetragen wurden, erreichte Simon das Finale und unterlag dort mit 2:6 gegen Michael van Gerwen. Bei den im Jahr 2013 erstmals ausgetragenen Einladungsturnier Dubai Duty Free Darts Masters, welches unter freiem Himmel im Dubai Tennis Stadium stattfand, schied er bereits am ersten Abend (Viertelfinale) gegen James Wade mit 8:10 aus. Seine Teilnahme an den kurz darauf folgenden Austrian Darts Open sagte er ab. Beim zweiten Major des Jahres, den UK Open, schied Simon Whitlock erneut in seinem ersten Spiel, diesmal gegen Wes Newton (4:9), aus. Bei der European Darts Championship 2013 erreichte Whitlock, wie im Vorjahr, das Finale, verlor es diesmal jedoch gegen einen wiedererstarkten Adrian Lewis mit 6:11.
Im drittwichtigsten Turnier des Jahres, dem World Matchplay, schied Simon in einem hochklassigen Spiel im Viertelfinale gegen James Wade mit 16:18 aus. Im weiteren Saisonverlauf gelangen Whitlock zwar noch zwei Halbfinals auf der European Tour sowie eines bei den Sydney Darts Masters, schied jedoch bei der Championship League Darts bereits in der ersten Gruppe aus. Sowohl beim World Grand Prix aus auch beim neu geschaffenen Masters verlor Whitlock das Viertelfinale gegen James Wade. Beim Grand Slam of Darts 2013 überstand er diesmal jedoch die Gruppenphase, um dann sofort mit 9:10 gegen Ted Hankey auszuscheiden. Bei der PDC World Darts Championship 2014 blieb Simon bis ins Viertelfinale ohne Satzverlust, welches er mit 5:4 gegen Ian White für sich entschied. Im Halbfinale war er gegen einen überraschend starken Peter Wright mit 2:6 letztlich ohne Chance. Durch das Erreichen des Halbfinales sicherte sich Simon Whitlock ein Preisgeld von £50.000. Damit kletterte er in der PDC Order of Merit um einen Platz nach oben und hatte mit Platz 3 dort seine beste Position überhaupt erreicht. Gleichzeitig war er damit auch für die kommende Premier League Darts qualifiziert.

### 2014–2018: Zwischenzeitliches Karriere-Tief und Rückkehr in die Premier League
In der Premier League 2014 schied Whitlock nach schwachen Leistungen als Letzter bereits nach der „Judgement Night“ aus. Sowohl beim World Cup of Darts als auch beim World Matchplay 2014 verlor er im Halbfinale gegen das Englische Team und Michael van Gerwen. Kurz darauf erreichte er bei den Singapore Darts Masters das Finale, in welchem er sich erneut van Gerwen geschlagen geben musste. Den Rest des Jahres hatte Simon weniger Erfolg und verlor bei allen folgenden Majors inklusive der World Darts Championship 2015 bereits in der ersten Runde. Daraufhin wurde Whitlock auch erstmals nicht für die Premier League nominiert.
Diesem Abwärtstrend konnte Whitlock erst beim World Cup of Darts im Juni 2015 kurz entgegenwirken, als er gemeinsam mit Paul Nicholson ins Viertelfinale des Turniers einzog. Da es sich dabei jedoch um ein Einladungsturnier handelte, konnte Whitlock keinen Profit für die Rangliste daraus ziehen.
Auch sonst konnte er im Jahr 2015 keine nennenswerte Erfolge erzielen (zweite Runde beim World Matchplay, World Grand Prix und der European Darts Championship), abgesehen von einem Viertelfinaleinzug bei den Players Championship Finals, und fiel nach schwachen Leistungen sogar aus den Top 16, nachdem er bei der Weltmeisterschaft 2016 trotz 2:0-Satzführung und 2:0-Führung in Legs im dritten Satz noch mit 2:3 gegen Ricky Evans verlor.
Erst 2016 konnte dieser Abwärtstrend gestoppt werden. Zunächst erreichte er das Viertelfinale des World Cup of Darts. Auch beim World Grand Prix kam er ins Viertelfinale und er gewann zwei Players Championship-Events hintereinander. Dadurch qualifizierte er sich auch für den Grand Slam of Darts 2016, in dem er jedoch in der Gruppenphase bereits ausschied. Bei der PDC World Darts Championship 2017 gewann er als damalige Nummer 17 der Welt in der ersten Runde mit 3:2 in Sätzen gegen Dragutin Horvat, verlor jedoch sein zweites Spiel ohne Satzgewinn gegen Darren Webster.
2017 machte Whitlock dann jedoch wieder mit Erfolgen auf der PDC Pro Tour auf sich aufmerksam. Zunächst gewann er zwei UK Open Qualifiers und zog bei den anschließenden UK Open ins Viertelfinale ein. Am 12. März gewann er dann das Players Championship Nummer 4. Außerdem kam er bei den German Darts Masters ins Halbfinale. Beim World Cup of Darts schied er mit Kyle Anderson zwar bereit im Achtelfinale gegen Russland aus, bei den kommenden Events der World Series of Darts und European Darts Tour erreichte er jedoch zusammengefasst insgesamt sechsmal die Top 8 und dreimal die Top 4.
Beim World Grand Prix 2017 kam Whitlock sogar nach Siegen über Christian Kist, Richard North, Benito van de Pas und Mensur Suljović bis ins Finale, welches er im letzten Satz gegen Daryl Gurney verlor. Bei der European Darts Championship war außerdem erst im Viertelfinale gegen Turniersieger Michael van Gerwen Schluss.
Bei der PDC World Darts Championship 2018, bei der Whitlock wieder als Nummer 10 gesetzt war, schied er jedoch erneut früh aus. Nach einem erneuten Erstrundensieg über einen Deutschen (Martin Schindler) hieß der letzte Gegner ebenfalls wie im Letzten Jahr Darren Webster. Er erhielt jedoch trotzdem wieder eine Wild Card für die Premier League Darts, die er auf dem achten Platz abschloss. Im World Cup of Darts 2018 kam Whitlock mit Kyle Anderson zusammen dieses Jahr bis ins Halbfinale, in dem sie gegen das Team aus Schottland (Gary Anderson und Peter Wright) verloren. Zwei Finals auf der European Tour bei den Danish Darts Open und den International Darts Open sowie der Viertelfinaleinzug beim World Matchplay machten ebenfalls Mut. Beim World Grand Prix jedoch verlor Whitlock sein Erstrundenmatch gegen James Wilson mit 1:2. dafür erreichte er bei der European Darts Championship 2018 das Finale, wo er mit 6:11 gegen James Wade verlor.
Sowohl bei den World Series of Darts Finals als auch beim Grand Slam of Darts 2018 kam Whitlock dann ins Viertelfinale. Bei letzterem schlug er dafür in der Gruppenphase Andrew Gilding und Gerwyn Price und im Achtelfinale Peter Wright, bevor er erneut auf Price traf und im Last-Leg-Decider verlor. Price gewann später den Titel und damit sein erstes Major-Turnier.
Bei der PDC World Darts Championship 2019 startete Whitlock als Nummer 8 der PDC Order of Merit ins Turnier, musste es jedoch bereits nach seinem ersten Spiel wieder verlassen, als er gegen Ryan Joyce keinen Satz gewinnen konnte. Er verpasste damit ebenfalls die Nominierung für die Premier League Darts.

### 2019 bis heute: Drei Siege bei Major-Events gegen van Gerwen in einer Saison
Bei den UK Open 2019 erreichte Whitlock das Achtelfinale. Beim German Darts Grand Prix konnte er sich wieder mal in ein European-Tour-Finale vorspielen, dass er gegen Michael van Gerwen verlor. Beim World Cup of Darts war diesmal bereits im Achtelfinale Schluss. Es folgten jeweils ein Halbfinale bei den Czech Darts Open und den Brisbane Darts Masters, bei den Majors konnte Whitlock in diesem Jahr jedoch nie mehr als ein Spiel gewinnen.
Erst bei der PDC World Darts Championship 2020 änderte sich dies. Hier erspielte sich die damalige Nummer 14 der Welt einen 3:0-Sieg über Harry Ward, bevor er in der dritten Runde Mervyn King mit 4:1 besiegen konnte. Erst im Achtelfinale verlor er mit 2:4 gegen Gerwyn Price.
Auf der PDC Pro Tour 2020 hatte Whitlock jedoch kaum Erfolge zu verzeichnen. Bei den Players Championships kam er zweimal ins Viertelfinale und für die European-Tour-Events konnte er sich gar nicht erst qualifizieren. Beim World Matchplay 2020 dafür gewann Whitlock seine ersten beiden Spiele gegen Ryan Joyce sowie die Nummer 1 der Welt Michael van Gerwen, bevor er im Viertelfinale an Finalist Gary Anderson scheiterte. Im World Grand Prix 2020 erreichte er das Halbfinale, nachdem er zuvor unter anderem Michael van Gerwen 3:0 schlug. Erst im Halbfinale schied er gegen Dirk van Duijvenbode aus.
Beim World Cup of Darts 2020 musste er sich an der Seite von Damon Heta erst im Viertelfinale den Turniersiegern aus Wales geschlagen geben. Im Viertelfinale des Grand Slam of Darts 2020 konnte der Australier für einen neuen Rekord bei einem Grand Slam sorgen, indem er in diesem Spiel (gegen Michael van Gerwen) 20 mal 180 Punkte warf und somit den Rekord von Adrian Lewis (18 mal 180) einstellte. Damit gewann er zum dritten Mal in einem Jahr gegen van Gerwen in einem TV-Major. Im Halbfinale verlor er allerdings gegen Turniersieger José de Sousa.
Bei der PDC World Darts Championship 2021 war Whitlock an Nummer 18 gesetzt. In der zweiten Runde gewann er gegen Darius Labanauskas im letzten Satz, bevor er gegen Krzysztof Ratajski mit 0:4 verlor. Beim Masters konnte er sich aber revanchieren und besiegte den Polish Eagle in der ersten Runde, bevor er im Achtelfinale an Peter Wright scheiterte.
2022 konnte er an der Seite von Damon Heta beim World Cup seinen zweiten Major-Titel einfahren.
2024 verpasste er erstmals seit über 20 Jahren die Qualifikation für die Darts-WM 2025. Daraufhin verlor er auch seine Tour Card.
Er nahm somit an der UK Q-School 2025 teil und startete dabei in der Final Stage. Er gewann dabei am ersten Tag zwei Spiele, danach jedoch keines mehr und gewann die Karte somit nicht zurück. Er wurde daraufhin als Teilnehmer bei der World Seniors Darts Championship 2025 bestätigt.

## Weltmeisterschaftsresultate

### BDO
- 2005: Halbfinale (0:5-Niederlage gegen  Martin Adams)
- 2006: 2. Runde (2:4-Niederlage gegen  Paul Hanvidge)
- 2007: 2. Runde (3:4-Niederlage gegen  Niels de Ruiter)
- 2008: Finale (5:7-Niederlage gegen  Mark Webster)
- 2009: 2. Runde (2:4-Niederlage gegen  Darryl Fitton)

### PDC
- 2003: Achtelfinale (3:5-Niederlage gegen  Richie Burnett)
- 2010: Finale (3:7-Niederlage gegen  Phil Taylor)
- 2011: Achtelfinale (2:4-Niederlage gegen  Vincent van der Voort)
- 2012: Halbfinale (5:6-Niederlage gegen  Andy Hamilton)
- 2013: Viertelfinale (1:5-Niederlage gegen  Raymond van Barneveld)
- 2014: Halbfinale (2:6-Niederlage gegen  Peter Wright)
- 2015: 1. Runde (1:3-Niederlage gegen  Darren Webster)
- 2016: 1. Runde (2:3-Niederlage gegen  Ricky Evans)
- 2017: 2. Runde (0:4-Niederlage gegen  Darren Webster)
- 2018: 2. Runde (1:4-Niederlage gegen  Darren Webster)
- 2019: 2. Runde (0:3-Niederlage gegen  Ryan Joyce)
- 2020: Achtelfinale (2:4-Niederlage gegen  Gerwyn Price)
- 2021: 3. Runde (0:4-Niederlage gegen  Krzysztof Ratajski)
- 2022: 2. Runde (1:3-Niederlage gegen  Martijn Kleermaker)
- 2023: 2. Runde (2:3-Niederlage gegen  José de Sousa)
- 2024: 2. Runde (0:3-Niederlage gegen  Gary Anderson)

### WSDT
- 2025: 1. Runde (1:3-Niederlage gegen  Paul Hogan)

## Turnierergebnisse
| Turnier                                    | 2003                       | 2004                       | 2005                       | 2006                       | 2007                       | 2008                       | 2009                       | 2010                           | 2011                           | 2012                           | 2013                           | 2014                           | 2015                           | 2016                           | 2017                           | 2018                           | 2019                           | 2020                           | 2021                           | 2022                           | 2023                           | 2024                           | 2025                           |
| ------------------------------------------ | -------------------------- | -------------------------- | -------------------------- | -------------------------- | -------------------------- | -------------------------- | -------------------------- | ------------------------------ | ------------------------------ | ------------------------------ | ------------------------------ | ------------------------------ | ------------------------------ | ------------------------------ | ------------------------------ | ------------------------------ | ------------------------------ | ------------------------------ | ------------------------------ | ------------------------------ | ------------------------------ | ------------------------------ | ------------------------------ |
| BDO-Major-Turniere                         |                            |                            |                            |                            |                            |                            |                            |                                |                                |                                |                                |                                |                                |                                |                                |                                |                                |                                |                                |                                |                                |                                |                                |
| Weltmeisterschaft                          | n/t                        | n/t                        | HF                         | AF                         | AF                         | F                          | AF                         | nicht teilgenommen             | nicht teilgenommen             | nicht teilgenommen             | nicht teilgenommen             | nicht teilgenommen             | nicht teilgenommen             | nicht teilgenommen             | nicht teilgenommen             | nicht teilgenommen             | nicht teilgenommen             | nicht teilgenommen             | n/a                            | Verband insolvent              | Verband insolvent              | Verband insolvent              | Verband insolvent              |
| World Masters                              | n/t                        | 2R                         | n/t                        | n/t                        | VF                         | 4R                         | nicht teilgenommen         | nicht teilgenommen             | nicht teilgenommen             | nicht teilgenommen             | nicht teilgenommen             | nicht teilgenommen             | nicht teilgenommen             | nicht teilgenommen             | nicht teilgenommen             | nicht teilgenommen             | nicht teilgenommen             | n/a                            | n/a                            | Verband insolvent              | Verband insolvent              | Verband insolvent              | Verband insolvent              |
| WDF-Platin-/Major-Turniere                 |                            |                            |                            |                            |                            |                            |                            |                                |                                |                                |                                |                                |                                |                                |                                |                                |                                |                                |                                |                                |                                |                                |                                |
| International League                       | n/t                        | n/q                        | HF                         | HF                         | GP                         | nicht ausgetragen          | nicht ausgetragen          | nicht ausgetragen              | nicht ausgetragen              | nicht ausgetragen              | nicht ausgetragen              | nicht ausgetragen              | nicht ausgetragen              | nicht ausgetragen              | nicht ausgetragen              | nicht ausgetragen              | nicht ausgetragen              | nicht ausgetragen              | nicht ausgetragen              | nicht ausgetragen              | nicht ausgetragen              | nicht ausgetragen              | nicht ausgetragen              |
| World Trophy                               | n/t                        | n/q                        | AF                         | AF                         | AF                         | nicht ausgetragen          | nicht ausgetragen          | nicht ausgetragen              | nicht ausgetragen              | nicht ausgetragen              | nicht ausgetragen              | nicht teilgenommen             | nicht teilgenommen             | nicht teilgenommen             | nicht teilgenommen             | nicht teilgenommen             | nicht teilgenommen             | nicht ausgetragen              | nicht ausgetragen              | nicht ausgetragen              | nicht ausgetragen              | nicht ausgetragen              | nicht ausgetragen              |
| WDF World Cup                              | n/t                        | n/a                        | 1R                         | n/a                        | n/t                        | n/a                        | n/t                        | n/a                            | n/t                            | n/a                            | n/t                            | n/a                            | n/t                            | n/a                            | n/t                            | n/a                            | n/t                            | n/a                            | n/a                            | n/a                            | n/t                            | n/a                            | n/t                            |
| PDC-Ranking-Turniere                       |                            |                            |                            |                            |                            |                            |                            |                                |                                |                                |                                |                                |                                |                                |                                |                                |                                |                                |                                |                                |                                |                                |                                |
| Weltmeisterschaft                          | AF                         | nicht teilgenommen         | nicht teilgenommen         | nicht teilgenommen         | nicht teilgenommen         | nicht teilgenommen         | nicht teilgenommen         | F                              | AF                             | HF                             | VF                             | HF                             | 1R                             | 1R                             | 2R                             | 2R                             | 2R                             | AF                             | 3R                             | 2R                             | 2R                             | 2R                             | n/q                            |
| UK Open                                    | nicht teilgenommen         | nicht teilgenommen         | nicht teilgenommen         | nicht teilgenommen         | nicht teilgenommen         | nicht teilgenommen         | nicht teilgenommen         | AF                             | 3R                             | AF                             | 3R                             | 3R                             | 3R                             | 4R                             | VF                             | 3R                             | AF                             | 5R                             | VF                             | 5R                             | 4R                             | 4R                             | n/q                            |
| Las Vegas Desert Classic                   | nicht teilgenommen         | nicht teilgenommen         | nicht teilgenommen         | nicht teilgenommen         | nicht teilgenommen         | nicht teilgenommen         | 1R                         | nicht ausgetragen              | nicht ausgetragen              | nicht ausgetragen              | nicht ausgetragen              | nicht ausgetragen              | nicht ausgetragen              | nicht ausgetragen              | nicht ausgetragen              | nicht ausgetragen              | nicht ausgetragen              | nicht ausgetragen              | nicht ausgetragen              | nicht ausgetragen              | nicht ausgetragen              | nicht ausgetragen              | nicht ausgetragen              |
| World Matchplay                            | nicht teilgenommen         | nicht teilgenommen         | nicht teilgenommen         | nicht teilgenommen         | nicht teilgenommen         | nicht teilgenommen         | nicht teilgenommen         | HF                             | VF                             | 1R                             | VF                             | HF                             | AF                             | 1R                             | AF                             | VF                             | AF                             | VF                             | nicht qualifiziert             | nicht qualifiziert             | nicht qualifiziert             | nicht qualifiziert             | nicht qualifiziert             |
| World Grand Prix                           | nicht teilgenommen         | nicht teilgenommen         | nicht teilgenommen         | nicht teilgenommen         | nicht teilgenommen         | nicht teilgenommen         | nicht teilgenommen         | AF                             | AF                             | 1R                             | VF                             | 1R                             | AF                             | VF                             | F                              | 1R                             | 1R                             | HF                             | nicht qualifiziert             | nicht qualifiziert             | nicht qualifiziert             | nicht qualifiziert             |                                |
| European Championship                      | nicht ausgetragen          | nicht ausgetragen          | nicht ausgetragen          | nicht ausgetragen          | nicht ausgetragen          | n/t                        | n/t                        | AF                             | HF                             | S 1                            | F                              | 1R                             | AF                             | 1R                             | VF                             | F                              | AF                             | n/q                            | 1R                             | nicht qualifiziert             | nicht qualifiziert             | nicht qualifiziert             |                                |
| Grand Slam of Darts                        | nicht ausgetragen          | nicht ausgetragen          | nicht ausgetragen          | nicht ausgetragen          | kein Ranking-Turnier       | kein Ranking-Turnier       | kein Ranking-Turnier       | kein Ranking-Turnier           | kein Ranking-Turnier           | kein Ranking-Turnier           | kein Ranking-Turnier           | kein Ranking-Turnier           | n/q                            | GP                             | GP                             | VF                             | n/q                            | HF                             | n/q                            | AF                             | n/q                            | n/q                            |                                |
| Players Championship Finals                | nicht ausgetragen          | nicht ausgetragen          | nicht ausgetragen          | nicht ausgetragen          | nicht ausgetragen          | nicht ausgetragen          | n/t                        | n/q                            | AF                             | HF                             | 1R                             | 1R                             | VF                             | 2R                             | 2R                             | 2R                             | 2R                             | 2R                             | 1R                             | 1R                             | 1R                             | n/q                            |                                |
| PDC-Turniere ohne Einfluss auf das Ranking |                            |                            |                            |                            |                            |                            |                            |                                |                                |                                |                                |                                |                                |                                |                                |                                |                                |                                |                                |                                |                                |                                |                                |
| The Masters                                | nicht ausgetragen          | nicht ausgetragen          | nicht ausgetragen          | nicht ausgetragen          | nicht ausgetragen          | nicht ausgetragen          | nicht ausgetragen          | nicht ausgetragen              | nicht ausgetragen              | nicht ausgetragen              | VF                             | AF                             | AF                             | n/q                            | AF                             | AF                             | AF                             | AF                             | AF                             | VF                             | n/q                            | n/q                            | n/a                            |
| Premier League Darts                       | n/a                        | n/a                        | nicht eingeladen           | nicht eingeladen           | nicht eingeladen           | nicht eingeladen           | nicht eingeladen           | HF                             | 6.                             | F                              | 6.                             | 10.                            | nicht eingeladen               | nicht eingeladen               | nicht eingeladen               | 8.                             | nicht eingeladen               | nicht eingeladen               | nicht eingeladen               | nicht eingeladen               | nicht eingeladen               | nicht eingeladen               | nicht eingeladen               |
| World Cup of Darts                         | nicht ausgetragen          | nicht ausgetragen          | nicht ausgetragen          | nicht ausgetragen          | nicht ausgetragen          | nicht ausgetragen          | nicht ausgetragen          | HF                             | n/a                            | F                              | AF                             | HF                             | VF                             | VF                             | AF                             | HF                             | AF                             | VF                             | VF                             | S                              | VF                             | AF                             | VF                             |
| Champions League of Darts                  | nicht ausgetragen          | nicht ausgetragen          | nicht ausgetragen          | nicht ausgetragen          | nicht ausgetragen          | nicht ausgetragen          | nicht ausgetragen          | nicht ausgetragen              | nicht ausgetragen              | nicht ausgetragen              | nicht ausgetragen              | nicht ausgetragen              | nicht ausgetragen              | n/q                            | n/q                            | GP                             | n/q                            | nicht ausgetragen              | nicht ausgetragen              | nicht ausgetragen              | nicht ausgetragen              | nicht ausgetragen              | nicht ausgetragen              |
| Championship League                        | nicht ausgetragen          | nicht ausgetragen          | nicht ausgetragen          | nicht ausgetragen          | nicht ausgetragen          | n/t                        | n/t                        | HF                             | 8.                             | F                              | GP                             | nicht ausgetragen              | nicht ausgetragen              | nicht ausgetragen              | nicht ausgetragen              | nicht ausgetragen              | nicht ausgetragen              | nicht ausgetragen              | nicht ausgetragen              | nicht ausgetragen              | nicht ausgetragen              | nicht ausgetragen              | nicht ausgetragen              |
| World Series of Darts Finals               | nicht ausgetragen          | nicht ausgetragen          | nicht ausgetragen          | nicht ausgetragen          | nicht ausgetragen          | nicht ausgetragen          | nicht ausgetragen          | nicht ausgetragen              | nicht ausgetragen              | nicht ausgetragen              | nicht ausgetragen              | nicht ausgetragen              | 1R                             | VF                             | AF                             | VF                             | 1R                             | 1R                             | n/q                            | 1R                             | 1R                             | 1R                             |                                |
| Grand Slam of Darts                        | nicht ausgetragen          | nicht ausgetragen          | nicht ausgetragen          | nicht ausgetragen          | n/q                        | VF                         | VF                         | GP                             | n/t                            | GP                             | AF                             | GP                             | Ranking-Turnier                | Ranking-Turnier                | Ranking-Turnier                | Ranking-Turnier                | Ranking-Turnier                | Ranking-Turnier                | Ranking-Turnier                | Ranking-Turnier                | Ranking-Turnier                | Ranking-Turnier                | Ranking-Turnier                |
| WSD-Major-Turniere                         |                            |                            |                            |                            |                            |                            |                            |                                |                                |                                |                                |                                |                                |                                |                                |                                |                                |                                |                                |                                |                                |                                |                                |
| Weltmeisterschaft                          | nicht ausgetragen          | nicht ausgetragen          | nicht ausgetragen          | nicht ausgetragen          | nicht ausgetragen          | nicht ausgetragen          | nicht ausgetragen          | nicht ausgetragen              | nicht ausgetragen              | nicht ausgetragen              | nicht ausgetragen              | nicht ausgetragen              | nicht ausgetragen              | nicht ausgetragen              | nicht ausgetragen              | nicht ausgetragen              | nicht ausgetragen              | nicht ausgetragen              | nicht ausgetragen              | n/t                            | n/t                            | n/t                            | 1R                             |
| Champion of Champions                      | nicht ausgetragen          | nicht ausgetragen          | nicht ausgetragen          | nicht ausgetragen          | nicht ausgetragen          | nicht ausgetragen          | nicht ausgetragen          | nicht ausgetragen              | nicht ausgetragen              | nicht ausgetragen              | nicht ausgetragen              | nicht ausgetragen              | nicht ausgetragen              | nicht ausgetragen              | nicht ausgetragen              | nicht ausgetragen              | nicht ausgetragen              | nicht ausgetragen              | nicht ausgetragen              | nicht ausgetragen              | n/t                            | n/t                            | VorR                           |
| Karrierestatistiken                        |                            |                            |                            |                            |                            |                            |                            |                                |                                |                                |                                |                                |                                |                                |                                |                                |                                |                                |                                |                                |                                |                                |                                |
| Jahresendplatzierung                       | unbekannt                  | unbekannt                  | 4                          | 6                          | ?                          | 12                         | ?                          | 4                              | 5                              | 5                              | 4                              | 7                              | 10                             | 17                             | 10                             | 8                              | 14                             | 18                             | 20                             | 35                             | 43                             | 60                             |                                |
| Verband                                    | British Darts Organisation | British Darts Organisation | British Darts Organisation | British Darts Organisation | British Darts Organisation | British Darts Organisation | British Darts Organisation | Professional Darts Corporation | Professional Darts Corporation | Professional Darts Corporation | Professional Darts Corporation | Professional Darts Corporation | Professional Darts Corporation | Professional Darts Corporation | Professional Darts Corporation | Professional Darts Corporation | Professional Darts Corporation | Professional Darts Corporation | Professional Darts Corporation | Professional Darts Corporation | Professional Darts Corporation | Professional Darts Corporation | Professional Darts Corporation |

| Legende zu den Turnierergebnissen | Legende zu den Turnierergebnissen | Legende zu den Turnierergebnissen | Legende zu den Turnierergebnissen | Legende zu den Turnierergebnissen | Legende zu den Turnierergebnissen | Legende zu den Turnierergebnissen | Legende zu den Turnierergebnissen | Legende zu den Turnierergebnissen | Legende zu den Turnierergebnissen |
| --------------------------------- | --------------------------------- | --------------------------------- | --------------------------------- | --------------------------------- | --------------------------------- | --------------------------------- | --------------------------------- | --------------------------------- | --------------------------------- |
| n/t                               | nicht teilgenommen                | n/q                               | nicht qualifiziert                | n/a                               | nicht ausgetragen                 | #R                                | Aus in jeweiliger Runde           | GP                                | Aus in der Gruppenphase           |
| AF                                | Achtelfinalist                    | VF                                | Viertelfinalist                   | HF                                | Halbfinalist                      | F                                 | Turnierfinalist                   | S                                 | Turniersieger                     |

## Titel

### BDO
- Weitere
  - 2006: Australian Masters
  - 2007: Australian Grand Masters, Australian Masters
  - 2008: Central Coast Australian Classic, Pacific Masters

### PDC
- Majors
  - European Darts Championship: 2012
  - World Cup of Darts: 2022
- Pro Tour
  - Players Championships
    - Players Championships 2010: 9, 10, 12, 13, 29, 33
    - Players Championships 2012: 12, 17
    - Players Championships 2014: 12
    - Players Championships 2016: 18, 19
    - Players Championships 2017: 4

  - UK Open Qualifiers
    - UK Open Qualifiers 2013: 5
    - UK Open Qualifiers 2017: 2, 5

  - European Darts Tour
    - European Darts Tour 2012: (1) Dutch Darts Masters
- Weitere
  - 2002: Oceanic Masters
  - 2004: Wattle Time Memorial Tournament, Coota
  - 2005, Castle Hill
  - 2010: Oceanic Masters, Gleneagle Irish Masters

### Andere
- 2004: Cosham Xmas Open

## Trivia
Whitlock ist dafür bekannt, mit sehr groben Spitzen zu spielen, welche die Boards deutlich stärker in Mitleidenschaft ziehen als die Spitzen anderer Spieler. An diesen Spitzen befinden sich spezielle Grippoints, die als Widerhaken fungieren und die Darts dadurch fester im Board haften lassen. Der durch die Spitzen verursachte Schaden führte mehrmals zu Diskussionen über ein Verbot derselben, welches letztendlich von der PDC für den Zeitraum ab 2024 auch beschlossen wurde. Letztlich geht die Regel aber nur so weit, dass der jeweilige Turnierdirektor die Spitzen verbieten kann, wenn sie „die Dartscheibe übermäßig beschädigen“.